# Conan (trò chơi điện tử 2004)
Conan là một game thuộc thể loại nhập vai hành động phiêu lưu năm 2004 dựa trên nhân vật văn học Conan the Barbarian do nhà văn Robert E. Howard tạo ra. Trò chơi này được hãng Cauldron của Slovakia phát triển và phát hành cho các hệ máy Xbox, GameCube, PlayStation 2, và Microsoft Windows ở châu Âu.

## Lối chơi
Conan có lối chơi hành động phiêu lưu góc nhìn người thứ ba với phần lớn hành động là giao tranh theo kiểu chặt chém trong thời gian thực, bổ sung thêm phần giải đố. Người chơi có thể nhận được tối đa 14 loại vũ khí khác nhau và học hỏi các kỹ thuật chiến đấu mới tương tự như những game nhập vai khác. Có hơn 70 màn chơi, trải dài từ địa hình dạng núi lửa cho đến rừng rậm, Conan cũng phải đối mặt với 12 tên trùm và thu thập các mảnh vỡ của thanh kiếm Atlantean huyền thoại.
Game có sẵn mục nhiều người chơi thông qua Xbox Live trước khi game rơi vào trạng thái offline, qua phần chơi mạng này giúp người chơi tranh tài trong ba chế độ chơi khác nhau, với hơn 16 bản đồ riêng biệt và được quyền lựa chọn 16 nhân vật trong game để so tài cao thấp cùng bạn bè.

## Cốt truyện
Các sự kiện diễn ra trong thời kỳ thần thoại từ những cuốn sách và truyện tranh gốc mang tên "Thời đại Hyborian". Khi Conan tận mắt chứng kiến ngôi làng quê hương Grannach bị giáo phái Vulture bí ẩn thiêu rụi thành đống tro tàn, người hùng bắt đầu cuộc hành trình đầy rủi ro nhằm trả thù Vulture.

## Bình phẩm
Conan nhận được đánh giá trung bình từ giới phê bình game. Số điểm trung bình là 61% đối với Xbox và 51% đối với PC trên trang web tổng hợp kết quả đánh giá GameRankings.